# スプラッター映画
スプラッター映画（スプラッターえいが、splatter movie）とは、殺害シーンにおける生々しい描写に特徴のある、映画の様式のひとつである。大部分は広義のホラー映画に含まれるが（スプラッター的要素のまったく無いホラー映画は少なくない。また、ホラー映画をオカルトや超自然現象を描いたものとして狭義に限定すると、生身の殺人鬼や犯罪者を描いた、あるいはSFとしての設定を持つスプラッターものこれには含まれなくなる）、身体の一部が切断されてはね飛んだり、血しぶき（splash）が吹き上がったりするといった、誇張を含むあからさまな表現は、スプラッター映画独自のものといってよい。「スプラッター・ムービー」という呼称は1980年代に定着したものであり、1970年代以前は「ゴア・ムービー（Gore Movie）」という呼び方が多く用いられていた。

## 起源
1960年代にアメリカのハーシェル・ゴードン・ルイス監督が始祖となって作り上げたジャンルとされる。その後1970年代にイタリアのマリオ・バーヴァをはじめ、ジョージ・A・ロメロ、トビー・フーパー、ピート・ウォーカー、デヴィッド・クローネンバーグ、ダリオ・アルジェント、ウェス・クレイヴン、ショーン・S・カニンガム、ジョン・カーペンターなどによって基盤が創られると、1980年代に大ブームとなった。大量のスプラッター映画が製作され、多くの秀作や、いわゆる「B級作品」が誕生した。1990年代に突入すると衰退の時期を迎えたが、今日でもコンスタントにスプラッター映画は製作されている。

## 概要
スプラッターの元祖は19世紀末から20世紀初頭にフランスで流行したグラン・ギニョールという恐怖劇専門の劇場で上演された、血糊などを大量に用いた特殊効果による残酷な殺人描写を多く含んだ演劇にあるとされる。グラン・ギニョールの恐怖劇は後にアメリカのECコミックと呼ばれるコミック誌の恐怖漫画に影響を与え、その荒唐無稽でグロテスクな残酷描写がスプラッター映画の原点であるとされる。
初期のサイレント映画では、D・W・グリフィス監督の『イントレランス』（1916年）では人体の切断シーンが描かれている他、『Häxan』（1922年）では拷問椅子に縛りつけられるシーンや釜で赤子が煮られるシーンがある。
映画における「スプラッター」の歴史は1963年にハーシェル・ゴードン・ルイス監督が『血の祝祭日』(Blood Feast,1963年）を発表したことから始まる。カルト宗教にとり憑かれた狂信的な肉屋が若い美女を次々に惨殺し解体する異常犯罪を描いた猟奇映画であり、くり抜かれる眼球、切り裂かれる舌、手足の切断、脳や内臓の抉り出しといった過激な残酷シーンをホラー映画において初めて直接的に描写した作品であった。
スプラッター映画の始祖とされるのはルイスだが、それ以前から恐怖映画において残酷表現が過激化する萌芽は存在していた。
スプラッター映画が発明される以前には、恐怖映画において「ショッカー」「ショック映画」と呼ばれるジャンルが存在した。主な作品としてはアンリ＝ジョルジュ・クルーゾー監督の『悪魔のような女』（1955年）、ジョルジュ・フランジュ監督の『顔のない眼』（1959年）、ヴィンセント・プライス主演の『肉の蝋人形』（1953年）、マイケル・ガフ主演の『黒死館の恐怖』(Horrors of the Black Museum,1959年）といった作品が「ショッカー」の代表作とされる。これらの作品はスプラッター映画と呼べるほどの過激な流血描写が直接的に表現されているわけではないが、観客にショックを与える表現を重視したという点で、後のスプラッター映画の地ならしに近い役割を果たす。
また、映画評論家の児玉数夫による考えでは、1950年代にAIPが量産した『心霊移植人間』（I Was a Teenage Werewolf,1957年）、『怪人フランケンシュタイン/生きかえった死体』(I Was a Teenage Frankenstein,1957年）、『十代の陰獣』(Teenage Monster,1957年）といった「ティーンエイジ・モンスター・ホラー」映画の様式が、後のスプラッター映画に影響を及ぼしているとされる。

### 1960年代
1960年になると「ショッカー」「ショック映画」の系譜に連なる名作として、アルフレッド・ヒッチコック監督の『サイコ』（1960年）が登場。主演女優のジャネット・リーがシャワールームで惨殺される有名な「シャワーシーン」が世界に衝撃を与えた。（また、一般映画で初めてトイレを流すシーンを写したことも衝撃を与えた。）ジャネット・リーの肌をナイフが直接切り裂く描写は見られないが、当時としては画期的と言えるほど過激な暴力描写が物議を醸した。この映画の殺人シーンが後のスプラッター映画につながっていったと見る意見は多い。この作品はヒッチコックが、クルーゾー監督による『悪魔のような女』のショッキングな演出を超える恐怖を作り出したいとの意欲から製作されており、当時としては類のない新次元のショック映画を創出したとして評価されている。
また、『サイコ』と同じ1960年に公開されたマイケル・パウエル監督の『血を吸うカメラ』1960年）をスプラッターの元祖と見る意見もある。作家の都筑道夫は後年『血を吸うカメラ』を評して「おしゃれなスプラッター映画」と評価している。
同時期に、中川信夫監督の『地獄』（1960年）やマリオ・バーヴァ監督の『血ぬられた墓標』（1960年）が暴力的なシーンを直接的に描いた。
『サイコ』と『血を吸うカメラ』がきっかけとなって、世界的に精神異常者による猟奇犯罪を描いた「サイコスリラー」が流行。恐怖映画の分野で人気を博していたウィリアム・キャッスル監督が『第三の犯罪』(Homicidal,1961年）や『サイコ』の原作者ロバート・ブロックを脚本に招いた『血だらけの惨劇』(Strait-Jacket,1963年）を発表。巨匠として名高いロバート・アルドリッチ監督も恐怖映画に挑戦し、『何がジェーンに起ったか?』（1962年）と『ふるえて眠れ』（1964年）をヒットさせた。また、インディーズ映画からもジェームズ・ランディス監督による『サディスト』(The Sadist,1962年）などの異常心理を描いたスリラーが量産される。これらの作品は『サイコ』のシャワーシーンを超える衝撃を観客に与える効果を模索し、従来の恐怖映画よりも猟奇色を強めた作風を突き進めて行った。
また、英国の怪奇映画制作会社ハマー・フィルム・プロダクションもサイコ・スリラーに意欲的に参入。セス・ホルト監督の『恐怖』(Taste of Fear,1960年）やフレディ・フランシス監督の『恐怖の牝獣』(Nightmare,1964年）といった作品では猟奇色は控えめなミステリー・タッチによる知的なサスペンス劇として老舗怪奇映画会社の威厳を保ったが、一方で猟奇色を前面に出したジミー・サングスター監督の『惨殺!』(Maniac,1962年）のような作品も制作した。ハマーのライバル格といえる英国のアミカス・プロダクションも、ロバート・ブロックを脚本に招いたフレディ・フランシス監督の『ザ・サイコパス』The Psychopath（1966年）を制作。スプラッターとは呼べないながら犠牲者をガスバーナーで焼き殺す残酷描写や、死体のそばに犠牲者そっくりに似せた人形を残すなどの猟奇色を強く打ち出した作風で話題となった。
こうした流れの中で前述の通りにハーシェル・ゴードン・ルイスが、1963年の『血の祝祭日』を皮切りに、露骨な人体解体描写を取り入れた恐怖残酷映画を立て続けに制作。『血の祝祭日』がドライブイン・シアターにおいて若者たちから熱狂的な人気を得たことからルイスは同種の血まみれ映画を量産することとなる。『悪魔のかつら屋』(The Gruesome Twosome,1967年）、『血の魔術師』(The Wizard of Gore,1969年）、『ゴア・ゴア・ガールズ』(The Gore Gore Girls,1971年）と、作品を重ねるごとにルイスの残酷描写は過激さを増してゆく。ルイスの時代には「スプラッター映画」という言葉はまだ作り出されておらず、「ゴア・ムービー（血みどろ映画）」(Gore Movies) と呼ばれていた。これらの「ゴア・ムービー」は若者の間で熱狂的な人気を博しながら世間一般からは低俗な三流映画として侮蔑の対象となっていた。
こうしたサイコ・スプラッターの流れとは独立して、1968年にはジョージ・A・ロメロ監督が『ナイト・オブ・ザ・リビングデッド』（1968年）を発表。当時は知る人ぞ知るカルト映画としての評価にとどまったが、この映画における人肉をむさぼり食うゾンビは、後年のスプラッター・ブームにおいて重要なジャンルとして成長することになる。

### 1970年代
ハーシェル・ゴードン・ルイスに始まった「血みどろ映画」は1970年代においても、アンディ・ミリガン監督による『血に飢えた断髪魔／美女がゾクゾク人肉パイに』(Bloodthirsty Butchers,1970年）、デヴィッド・ダーストン監督による『処刑軍団ザップ』（1970年）、エド・アドラム監督による『血まみれ農夫の侵略』(Invasion of the Blood Farmers,1971年）、J・G・パターソン監督による『ドクター・ゴア／死霊の生体実験』('Doctor Gore,1974年）、ジョエル・M・リード監督による『悪魔のしたたり』(Bloodsucking Freaks.1974年）などがインディーズ系の映画会社によって制作され続け、世間からは無視に近いアングラとしての地位に甘んじながらもドライブイン・シアターやミッドナイトシアターで熱狂的な人気を博した。
あくまでアングラとしてしか存在しなかった「血みどろ映画」をメジャーの地位に押し上げたのは、イタリアのマリオ・バーヴァ監督であった。
それまで『血ぬられた墓標』(La maschera del demonio,1960年）などの古典的なゴシック怪奇映画で知られていたイタリアのマリオ・バーヴァ監督が、1971年に特殊メイクによる過激な残酷描写を取り入れた『血みどろの入江』(Reazione a catena (Ecologia del delitto),1971年）を発表。素人役者をキャスティングした低予算で粗雑な作りのH・G・ルイス作品とは異なり、クローディーヌ・オージェやラウラ・ベッティといった国際的な知名度を持つ名優の出演、練られた脚本、特殊効果のカルロ・ランバルディをはじめ衣装のエンリコ・サッバティーニや音楽のステルヴィオ・チプリアーニといった一流のスタッフによって制作された初のスプラッター映画として世界に衝撃を与えた。また、『血みどろの入江』は残酷描写の演出におけるビジュアル面とストーリーラインにおいて、1980年代のスプラッター・ブームにおける火つけ役となる『13日の金曜日』（1980年）に多大な影響を及ぼすこととなる。
バーヴァの『血みどろの入江』を皮切りに、当時イタリアで流行していたジャッロとよばれる推理サスペンス映画が、生々しい残酷描写を積極的に取り入れ始める。セルジオ・マルティーノ監督による"La coda dello scorpione"（1971年）や『影なき淫獣』(I corpi presentano tracce di violenza carnale,1973年）、マッシモ・ダッラマーノ監督による『ソランジェ／残酷なメルヘン』Cosa avete fatto a Solange?（1972年）や "La polizia chiede aiuto"（1974年）、ルチオ・フルチ監督による『マッキラー』(Non si sevizia un paperino,1972年）、アルマンド・クリスピーノ監督による『炎のいけにえ』(Macchie solari,1974年）、ダリオ・アルジェント監督による『サスペリアPART2』（1975年）といった70年代のイタリア製スリラーは、犯人捜しの推理ミステリーの体裁を取りながら、血みどろのスプラッター描写を露骨に表現したことで刺激に飢えた若い観客からの支持を得た。
また、この時期にイタリア映画界は『ナイト・オブ・ザ・リビングデッド』から強い影響を受けたゾンビ映画の名作とされる『悪魔の墓場』Non si deve profanare il sonno dei morti（1974年）を送り出す。『悪魔の墓場』では後に『サンゲリア』（1980年）で名声を確立する特殊メイク技師・ジャンネット・デ・ロッシの腕によるゾンビのメーキャップと残酷描写が『ナイト・オブ・ザ・リビングデッド』をしのぐ過激さを見せる。このように1970年代のイタリア映画は、残酷描写の追求にかけてアメリカ映画と張り合う急進性を発揮していた。
さらにアメリカのウェス・クレイヴン監督による『鮮血の美学』（1972年）、トビー・フーパー監督による『悪魔のいけにえ』（1974年）、カナダのデヴィッド・クローネンバーグ監督による『ラビッド』（1977年）やボブ・クラーク監督による『暗闇にベルが鳴る』（1974年）といった、高い技術と緻密な脚本・演出に支えられた現代的な残酷ホラーが多く製作される。これらの作品はH・G・ルイスが狙ったような単なる表面的な血みどろ描写による刺激だけではなく、残酷シーンの痛々しさを通して人間心理にひそむ狂気や異常性の恐ろしさを描き上げたという点で、当時としてはリアルで現代的な感覚を持った恐怖映画だったと言える。
英国におけるサイコ・スリラーからスプラッター映画への発展は、アメリカともイタリアとも異なる独自の道をたどった。英国においてのサイコ・スリラーは、本質的には『サイコ』よりも『血を吸うカメラ』の路線を突き進んだ発展を遂げたと見られる。『サイコ』公開後に異常心理を扱ったスリラーの傑作を送り出した英国のハマー・プロは、1970年代になってからも、ピーター・コリンソン監督による"Straight On till Morning"（1972年）のような優れたサイコ・スリラーを制作した。ハマー制作のサイコ・スリラーは流血描写よりも『血を吸うカメラ』の系譜に属する、粘着質な心理的恐怖に重きを置いた作風であった。これはハマーのみならずハマー以外の制作会社による英国製サイコ・スリラーにも見られる特色で、英国製サイコ・スリラーの代表作とされるロイ・ボールティング監督による『密室の恐怖実験』（1968年）なども陰湿で粘着質な心理的恐怖描写が、しばしば『血を吸うカメラ』と比較される。
英国ではこうした流れの中で、独立プロ系のピート・ウォーカー監督が独自の様式によるスプラッター映画を確立させる。1974年の『拷問の魔人館』(House of Whipcord,1974年）は、アメリカ映画『悪魔のいけにえ』からの強い影響を受けながらも、『血を吸うカメラ』や『密室の恐怖実験』に通じる粘着質な心理恐怖描写による陰湿な作風がアメリカ映画とは異なる英国的な残酷ホラーと評価されている。イギリスの有力な映画批評誌"Monthly Film Bulletin"誌は、『拷問の魔人館』を『血を吸うカメラ』と比較して批評する論文を掲載した。ピート・ウォーカー監督はその後も『フライトメア』(Frightmare)（1974年）や『魔界神父』（1975年）で独自の粘着質な作風を持つサイコ・スリラーを発表しながら、1970年代という時代の中で残酷描写を先鋭化させる。特に『スキゾ』(Schizo,1976年）および『カムバック』(The Comeback,1978年）においては、イタリアのダリオ・アルジェント監督による『サスペリア PART2』から強く影響を受けた、過激なスプラッター描写を含むサイコ・スリラーを作り上げてカルト的な人気を得た。
一方で古典的な怪奇映画の体裁を取りながら、残酷描写を過激化させた作品も作られるようになる。イギリスのやジム・オコノリー監督による『愛欲の魔神島・謎の全裸美女惨死体』(Tower of Evil,1972年）や、イタリアのリッカルド・フレーダ監督による『ヨーロッパのある都市の警察のシークレット・ファイルより』(Estratto dagli archivi segreti della polizia di una capitale europea,1972年）といった作品は、ストーリーラインはジェイムズ・ホエール監督の古典的怪奇映画『魔の家』（1932年）に代表される「オールド・ダーク・ハウス」のパターンを下敷きにしながら、積極的に血みどろの残酷描写を取り入れ、1980年代以降のスプラッター映画のパターンを先取りしているとされる。
これらの流れと平行して、1973年の『エクソシスト』（1973年）のヒットによって始まったオカルト映画ブームの中で、インディーズ映画のみならずメジャー・スタジオの大作映画においても残酷描写が過激化。リチャード・ドナー監督の『オーメン』（1976年）やマイケル・ウィナー監督の『センチネル』（1977年）といった有名監督の大作映画においてさえ、残酷な描写を露骨に表現する傾向が加速していった。
こうした流れの中で1978年にはジョン・カーペンター監督の『ハロウィン』（1978年）とジョージ・A・ロメロ監督の『ゾンビ』（1978年）という2本の恐怖映画が公開され、世界に衝撃を与える。以降のスプラッター映画の流行において、『ハロウィン』が打ち出した超人的な殺人鬼を扱った映画と、『ゾンビ』が打ち出した人肉をむさぼり食うゾンビを描く映画という、ふたつの流れが主流となっていく。

### 1980年代
1980年には『ハロウィン』の系列に属する『13日の金曜日』（1980年）と、『ゾンビ』の流れに属する『サンゲリア』（1980年）の2本が公開され、いずれも世界的なヒットを記録する。
『13日の金曜日』はマリオ・バーヴァ監督の『血みどろの入江』からストーリーラインや小道具、残酷描写の演出に至るまで細かく模倣しながら、登場人物を映画の観客層として想定する10代後半の若者に設定したことで、若者たちに熱狂的な支持を受けて大ヒットを果たす。『サンゲリア』では古典的な吸血鬼映画のストーリーを土台として用いながら、極端まで過激化した残酷描写によって話題を呼んだ。『13日の金曜日』の特殊メイクを担当したトム・サヴィーニおよび、『サンゲリア』の特殊メイクを担当したジャンネット・デ・ロッシはホラー・ファンから注目を集めた。